# 허수경의 가요풍경
허수경의 가요풍경은 SBS 파워FM과 SBS 러브FM에서 허수경의 진행으로 방송했던 라디오 프로그램이다.

## 역사
2002년 4월 15일에 첫방송을 시작했으며, 원래는 SBS 파워FM에서 방송됐으나, 2007년 4월 16일부터 SBS 라디오로 채널을 이관하여 방송하다가, 2007년 11월 2일 방송을 마지막으로 5년 만에 폐지되면서 같은 해 11월 5일부터 《라디오가 좋다》로 전환된다.

## 역대 방송시간
| 방송 채널             | 방송 기간                         | 방송 시간                  |
| --------------------- | --------------------------------- | -------------------------- |
| SBS 파워FM            | 2002년 4월 15일 ~ 2007년 4월 15일 | 매일 오후 4:00 ~ 저녁 6:00 |
| SBS 러브FM SBS 라디오 | 2007년 4월 16일 ~ 2007년 11월 2일 | 평일 오후 4:05 ~ 저녁 6:00 |